# سد الرستان
سد الرستان (به عربی: سد الرستن) یک سد خاکی در سوریه است که در الرستن واقع شده‌است.